# 雷奇

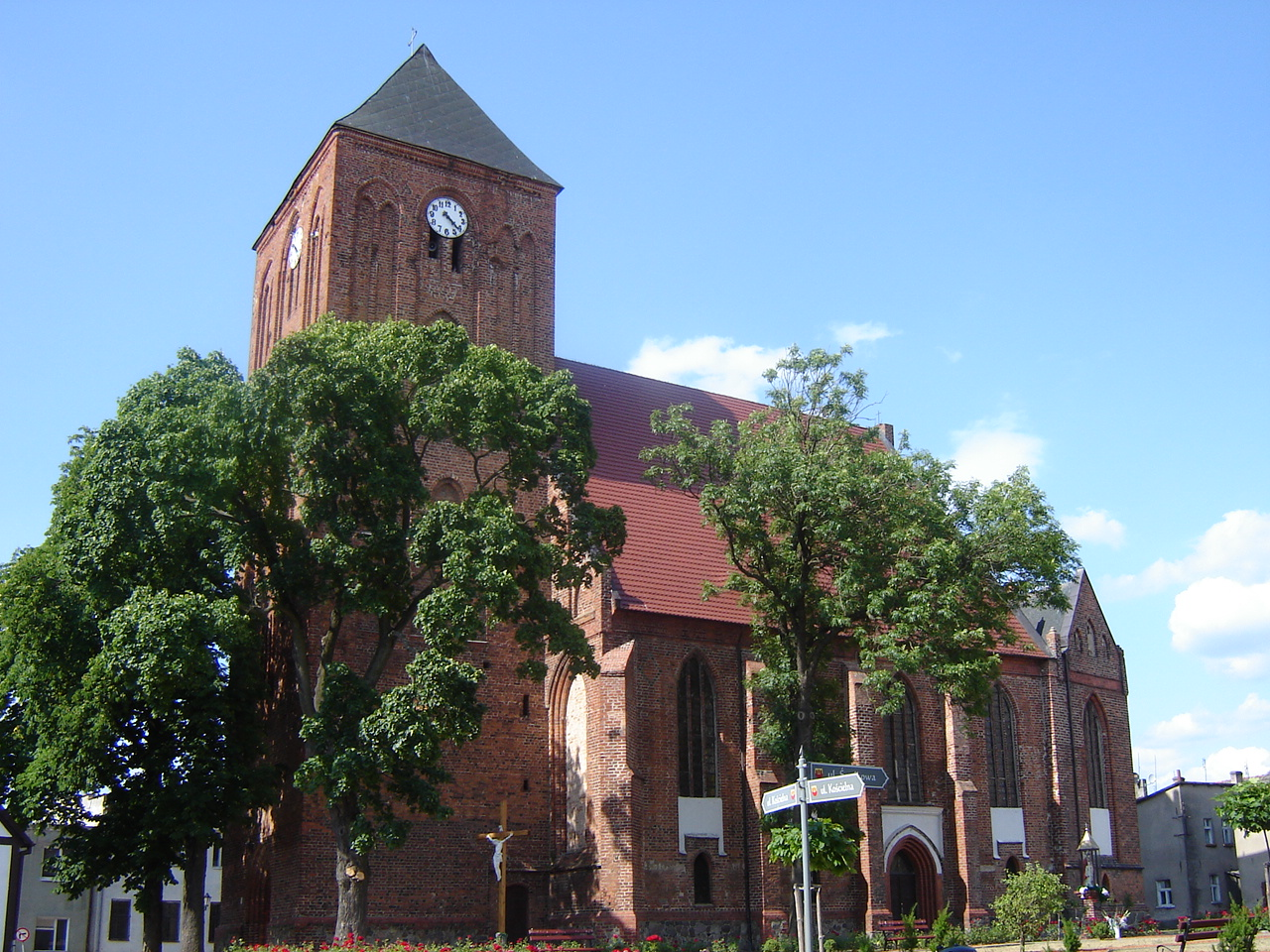

雷奇是波蘭的城鎮，位於該國西北部，由西波美拉尼亞省負責管轄，面積12.39平方公里，2006年人口2,995。三十年戰爭期間，該鎮在1686年被火災破壞。

## 外部連結
- Official town webpage（页面存档备份，存于）

53°15′N 15°33′E / 53.250°N 15.550°E